# Bankura
Bankura ist eine Großstadt im indischen Bundesstaat Westbengalen; sie hat den Status einer Municipality und ist Hauptort des gleichnamigen Distrikts Bankura.

## Lage und Klima
Bankura liegt auf dem Nordufer des Dwarkeswar-River nahe bei der Einmündung des Gandheswari-River in einer Höhe von ca. 78 m; der Stadtteil Rajagram liegt auf dem Südufer. Die Millionenstadt Kalkurra ist ca. 170 km in südwestlicher Richtung entfernt. Das Klima ist meist schwülwarm, Regen (ca. 1500 mm/Jahr) fällt überwiegend in der Monsunzeit.

## Bevölkerung
Knapp 92 % der Bevölkerung sind Hindus, ca. 7 % sind Muslime und ca. 1 % gehören einer anderen oder keiner Religion an. Bengali ist die Hauptsprache in und um die Stadt, aber auch Hindi und manchmal auch Englisch werden verstanden.

## Wirtschaft
In Bankura gibt es mehrere Kleinindustrie-Betriebe, einen Bahnhof an der Hauptstrecke Adra–Midnapore und eine Universität.

## Geschichte
Die ältesten Siedlungsfunde proto-arischer Stämme in der insgesamt eher trockenen Rarh-Region stammen aus der Zeit um 1200 v. Chr. Etwa im 8./9. Jahrhundert v. Chr. wanderten arische Stämme aus dem Norden ein. Nach langen Jahren der Vorherrschaft des Buddhismus wurde die Region im 4. Jahrhundert n. Chr. von Samudragupta erobert und dem hinduistischen Gupta-Reich eingegliedert. Vom ausgehenden 7. Jahrhundert bis zur Ankunft der Briten dominierte – mit Unterbrechungen durch die von Delhi, Agra oder Lahore aus regierenden Mogul-Herrscher – die von der ca. 30 km entfernten Stadt Bishnupur aus regierende Malla-Dynastie.

## Sehenswürdigkeiten
Die Stadt selber besitzt – mit Ausnahme des südwestlich gelegenen Stadtteils Rajagram kaum historische Monumente. Der Distrikt Bankura (insbesondere die Städte Bishnupur und Joypur) ist jedoch überaus reich an historischen Tempelbauten im Bengalischen Stil.

## Söhne und Töchter der Stadt
- Audrey Brown (1913–2005), britische Sprinterin
- Godfrey Brown (1915–1995), britischer Sprinter
- Manilal Nag (* 1939), Sitarspieler und Musikpädagoge